# Trận Orléans lần thứ hai
Trận Orléans lần thứ hai là một hoạt động quân sự trong Chiến dịch tấn công Pháp của quân đội Phổ – Đức vào các năm 1870 – 1871, đã diễn ra từ ngày 3 cho đến ngày 4 tháng 12 năm 1870, tại thành phố Orléans của nước Pháp. Trong trận giao chiến quyết liệt này, toàn bộ binh lực của Binh đoàn thứ hai của Phổ – Bắc Đức – Bayern dưới sự điều khiển của Hoàng thân Friedrich Karl, phối hợp với Phân bộ quân dưới quyền chỉ huy của Đại Công tước Friedrich Franz II xứ Mecklenburg-Schwerin, đã giáng cho Binh đoàn Loire của lực lượng quân đội Cộng hòa Pháp non trẻ dưới quyền chỉ huy của viên tướng Louis d'Aurelle de Paladines một thất bại thảm hại, khiến cho người Pháp phải thực hiện cuộc triệt binh sau gần hai ngày cầm cự dữ dội, để lại Orléans cho các lực lượng Phổ. Chiến thắng của các lực lượng Đức trong trận chiến Orléans, cùng với sự thất bại của cuộc đại phá vây của quân đội Pháp từ Paris đang bị vây hãm, đã ngăn ngừa sự suy giảm nhiệt huyết đối với cuộc chiến tranh tại Đức.
Trong khi đó, đối với người Pháp, cuộc bại trận tại Orléans đã khiến cho tinh thần của binh lính bị suy nhược nghiêm trọng, đến mức nhiều binh sĩ tự nguyện làm tù binh cho người Đức. Trong nhà thờ chính tòa của Orléans, người ta đã thấy được sự phấn khởi của một số lượng lớn tù binh Pháp không bị thương (trong số đó có lính Zouaves và Turcos đến từ Bắc Phi). Thất bại thê lương của Binh đoàn Loire của Paladines có lẽ đã làm tiêu tan mọi hy vọng giải vây thủ đô Paris của phía Pháp, đồng thời cũng cắt binh đoàn này ra làm đôi.

## Bối cảnh lịch sử
Vào cuối năm 1870, Binh đoàn Loire của Pháp được thành lập và bắt đầu giải vây Paris, nhưng bị Quân đoàn Bayern I đánh bại. Quân Bayern đánh chiếm Orléans, nhưng Binh đoàn Loire đã giành lại được thành phố này sau trận Coulmiers.
Vào ngày 2 tháng 12 năm 1870, trong một nỗ lực nhằm giải vây Paris, Quân đoàn XVI thuộc Binh đoàn Loire đã tấn công Phân bộ quân Đức của Mecklenburg ở Loigny-Poupry, nhưng đại bại. Aurelle bị buộc phải ra lệnh triệt binh về Orléans, nhưng thật ra điều này đã quá muộn. Ngay từ ngày 2 tháng 12, Hoàng thân Friedrich Karl của Phổ đã cử Sư đoàn Kỵ binh số 6 và Quân đoàn số 9 đến hỗ trợ cho phân bộ quân của Mecklenburg. Tổng tham mưu trưởng quân đội Phổ Helmuth Von Moltke Lớn đã ra chỉ thị trực tiếp cho Friedrich Karl phát động một cuộc tấn công vào Orléans, và mặc dù vị hoàng tử ban đầu đắn đo, sự cứng rắn của Moltke đã buộc ông phải hạ lệnh tiến công Orléans vào ngày 3 tháng 12 năm 1870. Để thực hiện kế hoạch này, Mecklenburg phải tiến đánh từ mặt trận Terminiers - Poupry tới Chevilly, và về hướng tây bắc Orléans. Trước đó, các quân đoàn IX, III và X (theo thứ tự từ phải sang trái) thuộc Binh đoàn thứ hai cũng xuất quân. Và, trong ngày 3 tháng 12, Quân đoàn IX của Liên bang Bắc Đức – dưới sự chỉ huy trực tiếp của Hoàng thân Friedrich Karl – đã tiến về hướng tây đường sắt theo Artenay, Quân đoàn III tiến theo con đường Fontainebleau, trong khi Quân đoàn X tiến theo đường Nibelle về phía con kênh Orléans. Việc thực thi nhanh chóng các vận động tinh xảo của Friedrich Karl và Mecklenburg đã đẩy vị trí phòng ngự của Paladines vào tình hình bất ổn.

## Diễn biến của trận chiến
Trong cuộc tiến quân của mình, pháo binh của Quân đoàn IX của Friedrich Karl đã đánh bật quân Pháp ra khỏi làng Assas, và sau đó quân của Friedrich Karl cũng đánh bại cuộc kháng cự của quân Pháp tại Artenay và chiếm đóng ngôi làng này. Khi đánh tràn qua Artenay, họ vấp phải sự kháng cự quyết liệt của Quân đoàn XV của Pháp. Trong khi Sư đoàn số 22 của Đức đánh thọc vào sườn trái của quân Pháp, quân đội Đức cũng áp dụng các chiến thuật mà họ đã sử dụng thành công trong cuộc đại thắng ở Sedan hồi tháng 9: trước hết, họ cho lực lượng pháo binh tập trung hỏa lực bắn vào các công sự dày đặc của quân đội Pháp dọc theo lề rừng, và chỉ tấn công bằng bộ binh khi pháo lực của quân phòng ngự đã bị dập tắt. Cơn mưa đạn pháo của quân Đức đã làm cho quân Pháp choáng ngợp và hoảng loạn. Hàng ngũ quân Pháp bắt đầu tan rã, và cuộc phòng ngự của Quân đoàn XV – đội hình được huấn luyện và trang bị tốt nhất của d'Aurelle – đã bị đánh tan tành. Sau khi đánh bại Quân đoàn XV của Pháp, lực lượng tiền vệ của Quân đoàn IX của Đức đã hối hả kéo tới Chevilly, chỉ để phát hiện ra rằng nơi đây đã bị các lực lượng của Đại Công tước xứ Mecklenburg chiếm giữ.
Tướng Ludwig von Wittich – tư lệnh Sư đoàn số 22 của Đức thuộc Phân bộ quân Mecklenburg – vốn đã ra lệnh chiếm đóng Chevilly. Trong thời gian này, Quân đoàn III của Liên bang Bắc Đức, hành binh qua Chilleurs aux Bois, đến được Loury, và Quân đoàn X cũng kéo tới tận Nibelle. Trước tình hình Quân đoàn XV phải chống chọi với sự công kích của 3 quân đoàn Phổ, các đội quân được tuyển mộ của Pháp đã không có động thái gì để cứu viện cho Quân đoàn XV trong suốt bước tiến của quân Phổ. Chỉ có mỗi tướng Antoine Chanzy, khi nghe tiếng súng từ Artenay vào lúc 2 giờ chiều, đã hạ lệnh cho Sư đoàn số 2 của Quân đoàn XVI tiến bước. Tuy nhiên, Sư đoàn số 17 của Phổ phối hợp với Quân đoàn Bayern bằng hỏa lực pháo binh mạnh mẽ đã bẻ gãy cuộc tiến công của Sư đoàn số 2 của Pháp, và đánh chiếm được một số vị trí. Như đã nêu, phân bộ quân của Mecklenburg cũng đã tới Chevilly, vì thế cho đến đêm ngày 3 tháng 12, quân chủ lực của Hoàng thân Friedrich Karl – với 10.000 binh lính – đã được tập trung trên một mặt trận chỉ kéo dài từ Chevilly đến Loury. Trước sự bại trận của các lực lượng Pháp tại Orléans, tướng D'Aurelle des Paladines nhận thấy rằng một cuộc tiến công quy mô lớn vào Paris cần phải bị loại bỏ. Mặc dù những người lính trẻ tuổi dưới quyền ông ta đã chiến đấu dũng cảm trong những ngày gần đây, binh đoàn của ông ta được tổ chức một cách tệ hại (thực ra đây là lực lượng mạnh nhất mà nền Cộng hòa Pháp đã tuyển mộ). D'Aurelle cho rằng nên triệt binh về Sologne – một vùng rừng ở phía nam sông Loire, và ý định của ông đã gây chp Chính phủ Pháp tại Tours nổi giận. Mặt khác, ông quyết định trụ lại ở gần Orléans, và ngoài Quân đoàn XV, ông cũng triển khai các Quân đoàn XX và XVIII từ cánh phải, cùng với các Quân đoàn XVI và XVII. Trong khi đó, Friedrich Karl tiếp tục chiến dịch của mình vào đầu ngày 4 tháng 12.
Ở cánh cực tả, phân bộ quân của Mecklenburg tiến đánh Orléans qua giữa các con đường từ Châteaudun và Chartres. Trong khi đó, ở cánh trái của ông, Quân đoàn IX của Bắc Đức hành quân qua Chevilly, với một chi đội bảo vệ sườn ở bên trái tiến qua St. Lyé. Quân đoàn III của Bắc Đức cũng xuất quân từ Loury xuống St. Loup, bao vây Orléans từ phía đông, trong khi Quân đoàn X của Đức hành binh dọc theo con kênh Orléans xuống Vitry aux Loges. Sư đoàn kỵ binh của tướng Hartmann cũng tiến quân giữa Quân đoàn III và Quân đoàn X. Cho tới lúc chạng vạng, quân chủ lực của Đức đã hội tụ xung quanh Orléans. Sau khi bị hỏa lực của pháo binh Đức đánh bật, Quân đoàn XV của Pháp đã chống cự ác liệt trên đoạn đường sắt từ Paris đến Orléans. Nhưng, đây chỉ là một ngoại lệ: cả bốn quân đoàn khác của Pháp ở bên phải và trái đều đang triệt thoái về phía sau theo lệnh d'Aurelle. Trong khi các Quân đoàn XX và XVIII đều rút lui theo đường Jargeau và Sully, các Quân đoàn XVI và XVII của Pháp đều rút lui theo đường Meung và Beaugency. Họ chỉ đối chọi với người Đức bằng các đội hậu quân đủ mạnh để yểm trợ cuộc triệt binh. Trong suốt cuộc hành quân xuống Orléans vào ngày hôm ấy, quân lực của Đại Công tước xứ Mecklenburg hầu như chưa hề giao chiến, do đường rút lui của quân cánh trái của Pháp thực sự đã rút quân của Mecklenburg ra khỏi tuyến hành quân của Đức. Các Quân đoàn III và X của Đức, cùng với Sư đoàn kỵ binh Hartmann, chỉ đụng độ với các chi đội yếu ớt của Pháp, nhưng, cuộc hành binh của họ khó khăn ở chỗ là họ phải tiến qua khu rừng Orléans, và khi ấy họ không thể nào nắm bắt được thực lực của đối phương.
Trận chiến tại Orléans cũng làm tiêu tan hy vọng của người Pháp về kỵ binh thuộc địa Pháp đến từ châu Phi như là một đối thủ của lực lượng kỵ binh Phổ. Ngoài Orléans, đội kỵ binh Phổ dưới quyền chỉ huy của Hoàng thân Albrecht đã đánh bật và hầu như là tiêu diệt hoàn toàn một toán kỵ binh người gốc Bắc Phi (Spahis) của Pháp. Vào buổi tối ngày 4 tháng 12, Hoàng thân Friedrich Karl của Phổ đã thiết lập tổng hành dinh tại Cercottes.

## Quân Pháp rút chạy khỏi Orléans
Sau khi tiến sát đến Orléans, quân đội Phổ đã dựng nên các khẩu đội pháo nhằm vào thành phố. Hoàng thân Friedrich Karl đã yêu cầu tướng Martin de Pallières – người chỉ huy quân đội Pháp bên trong Orléans – phải đầu hàng, nếu không thì lực lượng pháo binh Phổ sẽ oanh tạc thành phố.
Trước sự hợp vây của quân đội Đức, sự chống cự của quân Pháp là vô vọng. Pallières biết rằng cả cánh trái và cánh phải của quân Pháp đều không thể kết hợp với tàn binh của Quân đoàn XV để phòng ngự kịp thời trước một cuộc tổng tấn công của người Đức, do đó, viên tướng này đã triệt thoái ra khỏi Orléans trong đêm ngày 4 – 5 tháng 12 năm 1870, sau khi đã bịt miệng các khẩu pháo hạng nặng của hải quân ở các công sự phía trước thành phố. Pallières đã rút quân về hữu ngạn sông Loire, như vậy Orléans một lần nữa rơi vào tay quân Đức.
Vào đầu ngày 5 tháng 12, các chi đội thuộc phân bộ quân của Đại Công tước xứ Mecklenburg, sau đó là Quân đoàn IX, và cuối cùng là Quân đoàn III, đã tiến vào Orléans. Về phần mình, Hoàng thân Friedrich Karl cũng dời tổng hành dinh vào lúc trưa. Nhưng trước đó, sau khi hay tin quân Pháp sẽ rút chạy khỏi Orléans, vị hoàng thân của Phổ đã xuống lệnh cho các chi đội truy đuổi đối phương theo mọi hướng quan trọng: tiến theo con sông về phía Gien, tiến theo con suối về phía Blois và Tours, hoặc là theo một con đường ở giữa hai đường này, qua Sologne xuống Vierzon và Bourges. Sự bố trí của đội hình này đã chia rẽ Binh đoàn Loire của Pháp ra làm hai cánh – một cánh trên sông Loire ngược lên trên Orléans, bao gồm không chỉ Quân đoàn XVIII và XX, mà cả Quân đoàn XX vốn không còn có khả năng rút chạy về hướng tây, còn một cánh ở phía dưới Orléans, bao gồm các Quân đoàn XVI và XVII, vốn đang đối diện với Đại Công tước xứ Mecklenburg, và cả Quân đoàn XXI – một quân đoàn được đưa đến để tăng viện cho các quân đoàn nêu trên nhưng chưa hề tham gia trận chiến. Đêm hôm đó, Léon Gambetta – Bộ trưởng Nội vụ Pháp – đã nhận được thông điệp của Pallières về việc quân đội Pháp từ bỏ Orléans.
Như vậy, Binh đoàn Loire của Pháp, vốn mang trọng trách giải vây cho Paris, không những bị đẩy bật về phía sau sông Loire mà còn bị cắt đôi. Sự hội tụ của hai đạo quân của Binh đoàn Loire chỉ có thể được thực hiện thông qua việc hành binh gấp rút về một địa điểm nào đó ở phía sau. Trong khi chiến thắng Orléans đã mang lại hy vọng cho người Đức về tương lai của cuộc chiến, d'Aurelle đã trở nên mất lòng người sau khi Orléans thất thủ, nhất là đối với giới tăng lữ.

## Liến kết ngoài
- Deutsch - Französischer Krieg 1870 - 1871, "Revanche für Sadowa" - Teil 2, der Krieg bis Paris Lưu trữ ngày 24 tháng 11 năm 2012 tại Wayback Machine. Trang web riêng tư.
- Der Deutsch Französische Krieg von 1870/71 Zwischenüberschrift Der weitere Kriegsverlauf in Frankreich Trang web riêng tư preußenweb)
- Armee de Loire Trang web của Pháp về Binh đoàn Loire và các trận đánh.
- Lied über die Ereignisse (Volksliederarchiv)